# Explosões no porto de Beirute em 2020
A explosão no porto de Beirute em 2020 aconteceu no dia 4 de agosto de 2020, em um depósito que armazenava  nitrato de amônio. O ministro da Saúde falou de "muitos feridos e danos extensos". Testemunhas oculares disseram à televisão LBC que "pelo menos dezenas foram feridas e os hospitais estavam cheios de pessoas feridas", a explosão sacudiu o centro de Beirute e lançou uma nuvem de poeira no ar. Testemunhas disseram que casas a 10 quilômetros de distância foram danificadas pela explosão. Após a explosão, uma grande nuvem de fumaça negra tomou conta da área do porto, um jornal libanês, teve sua sede destruída com partes do telhado caídas, janelas estouradas e móveis danificados.
A explosão causou a morte de 218 pessoas e deixou outras 7 000 feridas, além de prejuízos estimados em US$ 15 bilhões de dólares em propriedades, deixando ainda cerca de 300 000 pessoas desabrigadas. Uma carga de 2 750 toneladas de nitrato de amônio (equivalente a cerca de 1,1 mil toneladas de TNT) havia sido armazenada em um depósito sem as devidas medidas de segurança nos últimos seis anos após ter sido confiscado pelas autoridades libanesas do navio abandonado MV Rhosus. A explosão foi precedida por um incêndio no mesmo armazém.
A explosão foi tão poderosa que abalou fisicamente todo o Líbano. Foi sentida na Turquia, Síria, Palestina, Jordânia e Israel, bem como em partes da Europa, e foi ouvida no Chipre, a mais de 240 km de distância. Foi detectada pelo Serviço Geológico dos Estados Unidos como um evento sísmico de magnitude 3,3 e é considerada uma das mais poderosas explosões não nucleares artificiais acidentais da história.
O governo libanês declarou estado de emergência por duas semanas em resposta ao desastre. Em seguida, protestos eclodiram em todo o Líbano contra o governo por seu fracasso em evitar o desastre, juntando-se a uma série maior de protestos que vinham ocorrendo em todo o país desde 2019. Em 10 de agosto de 2020, o primeiro-ministro Hassan Diab e o gabinete libanês renunciaram.
Os silos de grãos adjacentes foram seriamente danificados. Em julho e agosto de 2022, parte dos silos desabou após um incêndio de semanas nos grãos remanescentes.

## Explosões

### Fogo e primeira explosão
Por volta das 18h00 no horário local (15h00 UTC) em 4 de agosto de 2020, um incêndio eclodiu no Armazém 12 no Porto de Beirute. O armazém 12 ficava ao lado da água e próximo aos silos de grãos; o depósito armazenava o nitrato de amônio que havia sido confiscado de MV Rhosus, junto com um estoque de fogos de artifício. Por volta das 17h54, hora local (14h54 UTC), uma equipe de nove bombeiros e um paramédico, conhecido como Pelotão 5, foi enviada para combater o incêndio. Na chegada, a equipe de bombeiros relatou que havia "algo errado", pois o fogo era enorme e produzia "um som louco".
A primeira explosão, por volta das 18h07, hora local (15h07 UTC), provavelmente provocada pelos fogos de artifício armazenados, enviou uma grande nuvem de fumaça e um crepitar de fogos de artifício brilhantes, e danificou fortemente a estrutura do próprio armazém com uma força equivalente a cerca de 1,5-2,5 toneladas de TNT, o tamanho de um caminhão de médio porte.

### Explosão final
A segunda explosão, 33 a 35 segundos depois, foi muito mais substancial, equivalente a um sismo de magnitude 3,3 na escala de Richter. Foi sentida no norte de Israel e em Chipre, a 240 quilômetros (150 milhas) de distância. Ela abalou o centro de Beirute e lançou uma nuvem vermelho-laranja no ar, que foi brevemente cercada por uma nuvem de condensação branca. A cor laranja-avermelhada da fumaça foi causada pelo dióxido de nitrogênio, um subproduto da decomposição do nitrato de amônio.
Na manhã seguinte, o incêndio principal que levou à explosão foi extinto.

### Causa
A causa das explosões não foi imediatamente determinada, embora a mídia estatal tenha relatado que elas ocorreram em um armazém de fogos de artifício, enquanto outros as colocaram em uma instalação de armazenamento de petróleo ou de produtos químicos.
Havia armazéns de explosivos e produtos químicos no porto, incluindo nitratos, componentes comuns de fertilizantes e explosivos. O diretor geral de segurança pública, major-general Abbas Ibrahim, disse que a explosão foi causada pelo nitrato de amônio confiscado do navio moldavo MV Rhosus. Estavam armazenadas 2 750 toneladas de nitrato de amônio, cuja explosão gerou uma potência equivalente a um terremoto de magnitude 3,3 na escala de Richter. e equivalente à explosão de cerca de 1 155 toneladas de TNT, liberando energia suficiente para gerar uma onda de choque que destruiria a maioria das construções até uma distância aproximada de 800 pés (240 metros), e poderiam estilhaçar vidros a até 1,25 milhas (2,0 quilômetros).
A Corporação Libanesa de Radiodifusão Internacional (LBCI) disse que, de acordo com os participantes de um briefing do Conselho de Defesa Superior, o fogo foi aceso pelos trabalhadores que soldavam uma porta em um armazém.  Um ex-trabalhador do porto disse ao The Guardian "Havia 30-40 sacos de nylon com fogos de artifício dentro do armazém 12".

## Danos

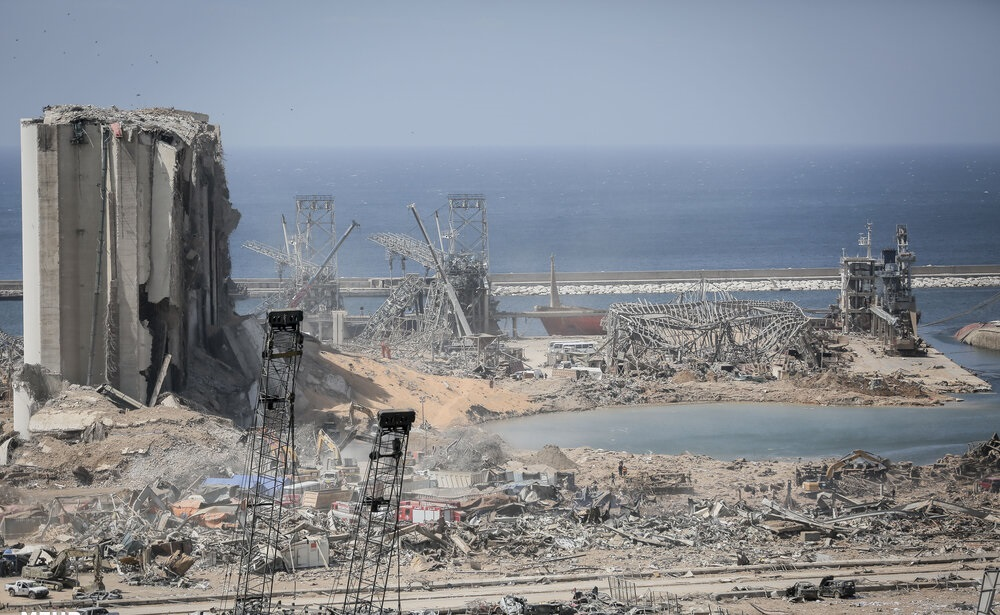
Resultado da explosão.

As imagens mostravam carros tombados e prédios com estruturas de aço despidos de seus revestimentos. Testemunhas disseram que casas a dez quilômetros de distância foram danificadas pela explosão. Helicópteros foram usados para soltar água nos incêndios resultantes. Segundo o governo libanês, o segundo maior elevador de grãos da cidade foi destruído, exacerbando a escassez de alimentos causada pela pandemia de COVID-19.
O The Daily Star, um jornal libanês, teve sua sede destruída com partes do telhado caídas, janelas estouradas e móveis danificados.

## Vítimas
Após as explosões, muitas pessoas estavam deitadas no chão feridas. A cobertura da imprensa local e as declarações do ministro da Saúde libanês, Hamad Hassan, indicaram que mais vítimas seriam encontradas. Hassan afirmou que centenas de pessoas foram feridas e esperavam "muitos feridos e danos extensos". Testemunhas disseram à televisão LBC que "pelo menos dezenas foram feridas e os hospitais estavam cheios de pessoas feridas". A Cruz Vermelha Libanesa acredita que os feridos ou mortos estariam entre "centenas de vítimas". Foram contabilizados mais de duas centenas de mortes, 110 desaparecidos e sete mil feridos.  5 mil feridos e 80 desaparecidos.
Entre as vítimas fatais, estava o secretário-geral do partido político Kataeb, Nazar Najarian, e um cidadão australiano. O presidente da empresa estatal de eletricidade, Kamal Hayek, foi hospitalizado em estado crítico.

## Operações de socorro

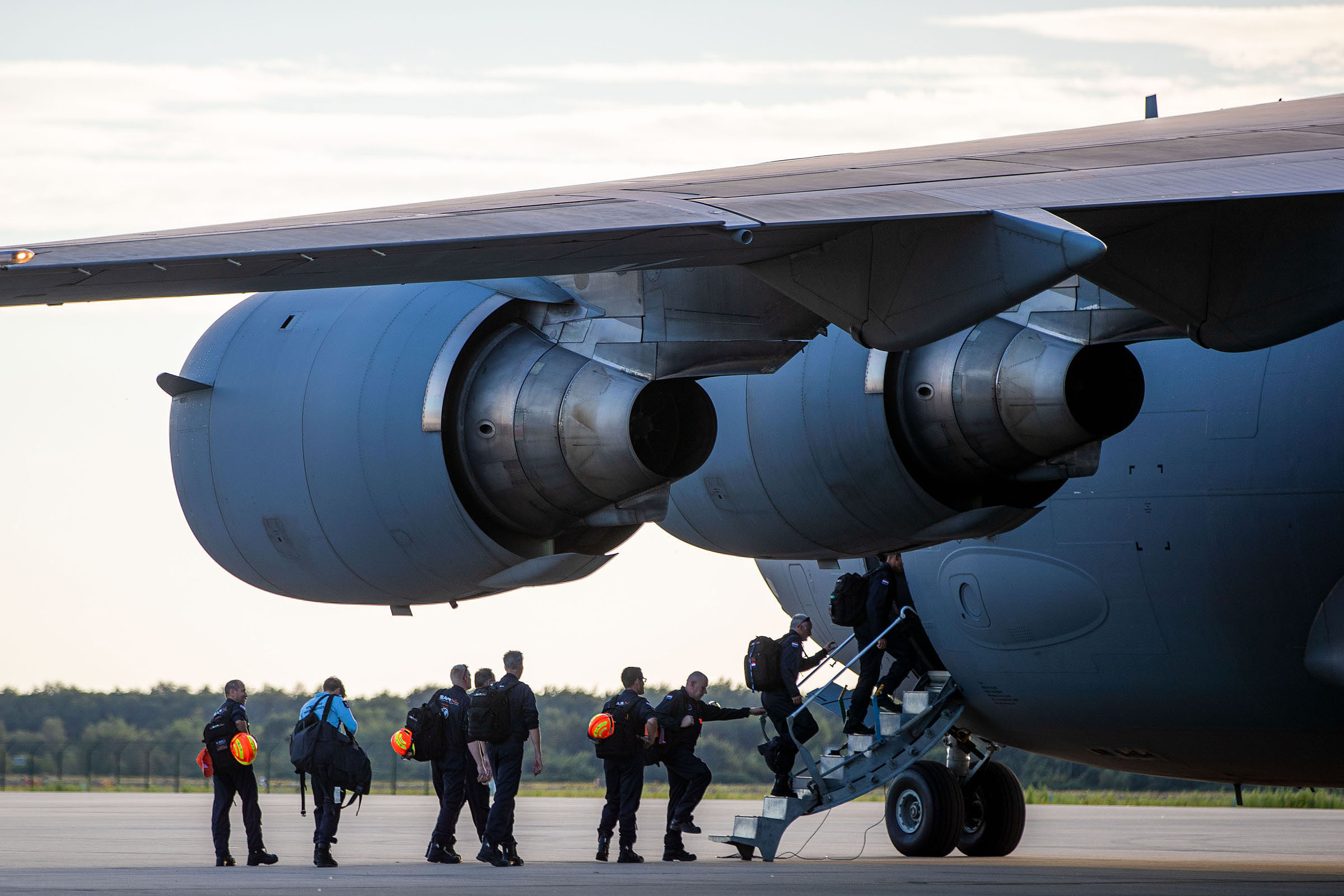
Equipe holandesa de busca e resgate urbano que se dirige a Beirute em 5 de agosto.

A Cruz Vermelha Libanesa disse que todas as ambulâncias disponíveis do norte do Líbano, Bekaa e sul do Líbano estavam sendo enviadas para Beirute para ajudar os pacientes. Helicópteros foram usados para extinguir um grande incêndio após as explosões. Dezenas de pessoas feridas foram levadas a hospitais próximos, mas não puderam ser recebidas por causa dos danos causados aos hospitais. De acordo com a agência, um total de 75 ambulâncias e 375 médicos foram ativados em resposta às explosões. O presidente libanês, Michel Aoun, disse que o governo faria até 100 bilhões de libras (US$ 66 milhões) em ajuda disponível para apoiar as operações de recuperação. O aplicativo de compartilhamento de carona Careem ofereceu caronas gratuitas e para hospitais e centros de doação de sangue para qualquer pessoa disposta a doar sangue. Os voluntários removeram os destroços enquanto os proprietários de negócios locais se ofereceram para consertar edifícios danificados gratuitamente na ausência de uma operação de limpeza patrocinada pelo estado.
O Ministro da Saúde Hamad Hasan solicitou que a ajuda internacional seja enviada ao Líbano; vários países responderam a esse pedido.

## Reações

### Local
Hassan Diab, o primeiro-ministro do Líbano, anunciou que o dia seguinte às explosões seria um dia nacional de luto. Michel Aoun, o presidente do Líbano, afirmou que o governo prestaria apoio às pessoas deslocadas e o Ministério da Saúde suportaria as despesas de tratamento dos feridos. O governador de Beirute, Marwan Abboud, começou a chorar na televisão, chamando-a de "uma catástrofe nacional".

### Protestos
Na noite de 6 de agosto de 2020, os protestos contra o governo recomeçaram, com dezenas de manifestantes perto do prédio do parlamento pedindo a renúncia de funcionários do governo libanês. Os protestos se tornaram violentos, com policiais usando gás lacrimogêneo e várias pessoas ficaram feridas.

### Internacional
- Estados Unidos – A embaixadora Dorothy Shea ofereceu condolências às vítimas e suas famílias.[60]
- França – O Ministro dos Negócios Estrangeiros da França, Jean-Yves Le Drian, disse que a França está "pronta para ajudar o Líbano".[61]
- Grécia – O Ministério das Relações Exteriores anunciou oficialmente a disponibilidade para apoiar as autoridades libanesas com todos os meios à sua disposição.[62]
- Israel – Israel negou envolvimento na explosão e ofereceu ajuda humanitária médica ao Líbano.[63][64]
- Turquia – İbrahim Kalın, porta-voz da Presidência turca, disse que a Turquia está pronta para ajudar caso seja necessário.[65]
- Reino Unido – O secretário de Relações Exteriores Dominic Raab e o primeiro-ministro Boris Johnson expressaram solidariedade e ofereceram apoio.[66][67]
- Brasil – O Itamaraty emitiu uma nota de solidariedade ao Líbano e o presidente Jair Bolsonaro disse que o Brasil enviará ajuda ao país.[68][69]
- Países Baixos – As autoridades do país afirmaram que enviaram uma equipe de 67 agentes humanitários ao Líbano.[70][71]
- Portugal – O Ministério da Administração Interna disponibilizou-se para enviar um conjunto de 42 operacionais composto por pessoal qualificado da Proteção Civil, GNR, INEM e do Regimento de Sapadores Bombeiros de Lisboa.[72]

### Explosões de nitrato de amônio
- Desastre de Texas City, Explosão de 1947 com resultado semelhante
- Explosões em Tianjin em 2015

### Outros
- Explosão de Halifax, Explosão de 1917 com resultado semelhante
- Desastre da PEPCON de 1988